# Black Eagle 50
Black Eagle 50 — разведывательный беспилотный летательный аппарат.
Представляет собой одномоторный беспилотный вертолёт. Предназначен для наблюдения, целеуказания. Разработан Black Eagle 50, израильской компанией Steadicopter. Система управления: полностью автономная. Фюзеляж изготовлен из сверхлегких композитных материалов. Обмен информацией со станцией управления в режиме реального времени. Навигация осуществляется с помощью системы GPS. Взлет и посадка ЛА на неподготовленную площадку возможны в автоматическом, полуавтоматическом и ручном режиме.

## ТТХ
1. масса: 35 кг
2. Полезная нагрузка: 3 кг
3. Длина: 2,3 м
4. диаметр ротора — 2 м
5. Продолжительность полёта: до 3 ч
6. Двигатель: 116 л. с., 95 бензин